# Kukka
Kukka is een plaats in de Estlandse gemeente Hiiumaa, provincie (en eiland) Hiiumaa. De plaats heeft de status van dorp (Estisch: küla).
Tot in oktober 2017 behoorde Kukka tot de gemeente Pühalepa. In die maand werd de fusiegemeente Hiiumaa gevormd, waarin Pühalepa opging.

## Bevolking
De ontwikkeling van het aantal inwoners blijkt uit het volgende staatje:
| Jaar            | 2000 | 2011 | 2021 |
| --------------- | ---- | ---- | ---- |
| Aantal inwoners | 40   | 11   | 20   |

## Ligging
De plaats ligt aan de Baai van Kukka, een onderdeel van Hari Kurk, de zeestraat tussen de eilanden Hiiumaa en Vormsi, die op zijn beurt een onderdeel is van de Finse Golf.
De plaats is vooral bekend door Kukka tuulik, een standerdmolen, die uit 1837 dateert. In de buurt van de molen ligt de datsja van het schrijversechtpaar Paul-Eerik Rummo en Viiu Härm. Bij Kukka ligt ook de grootste zwerfsteen van het eiland, de Kukka kivi. De steen is 16,4 meter lang, 11,0 meter breed en 3,7 meter hoog en heeft een omtrek van 42 meter. In de omgeving ligt ook een kleinere steen, de Kukka põllukivi (4,3 x 3,3 x 3,0 meter, omtrek 14,5 meter).
Het natuurpark Kukka maastikukaitseala ligt niet in Kukka, maar omvat de buurdorpen Kõlunõmme, Palade en Partsi.

## Geschiedenis
Kukka werd voor het eerst vermeld in 1565 als Kucku, een dorp op het landgoed Großenhof (Suuremõisa). In 1688 heette het Kuckaby of Kukkuby, in 1782 Kuckas en in 1798 Kukka.